# Graphium hicetaon
Graphium hicetaon är en fjärilsart som först beskrevs av Mathew 1886.  Graphium hicetaon ingår i släktet Graphium och familjen riddarfjärilar. Inga underarter finns listade i Catalogue of Life.